# Sébastien Zoude

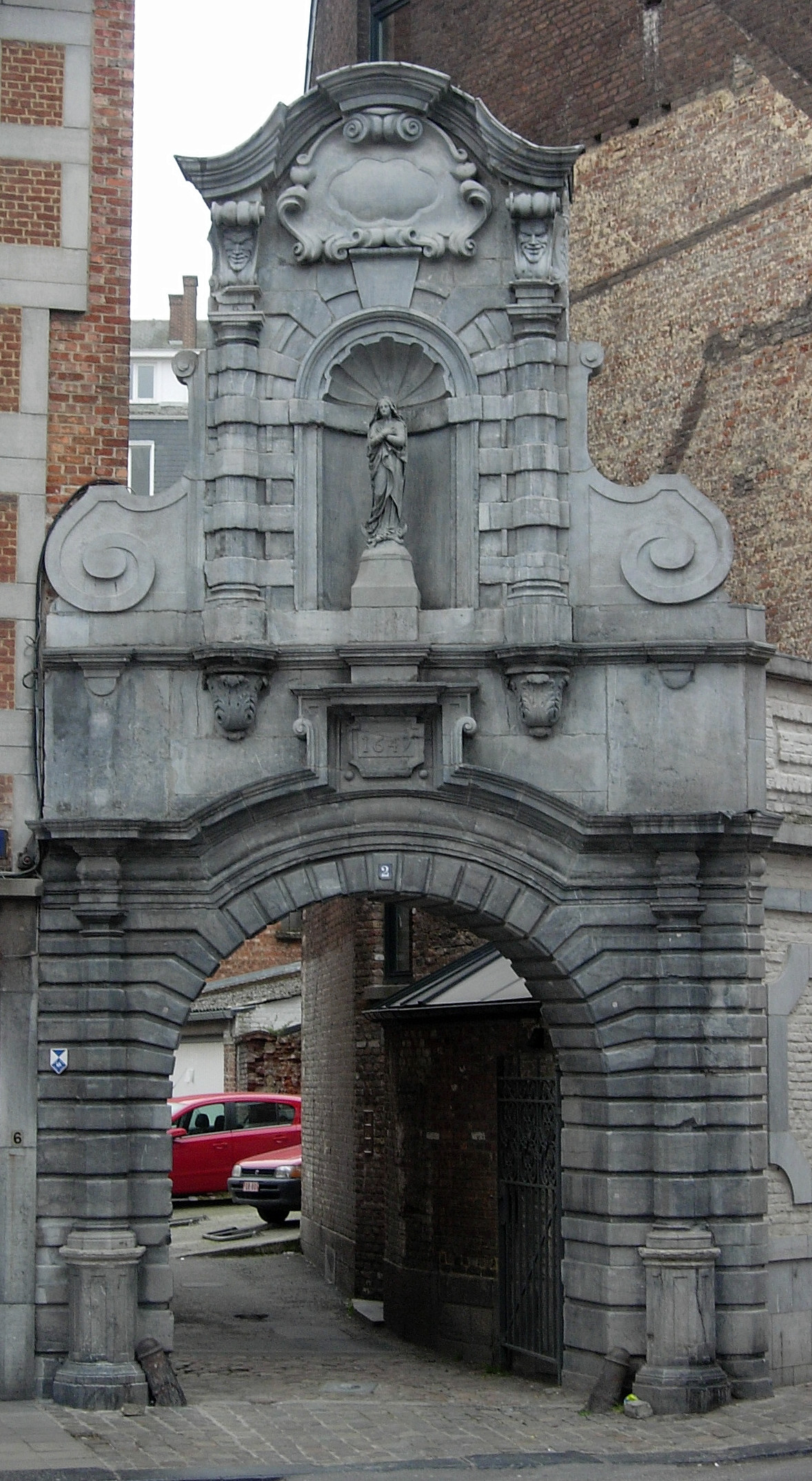
Porte de Gravière in Namen (België)

Sébastien Zoude (Namen, 1707 – Namen, 1779) richtte in Namen, Oostenrijkse Nederlanden, een kristalfabriek op. Hij was daarmee de eerste die dit deed in de Nederlanden.

## Levensloop
Zoude was een burger en geldwisselaar in het graafschap Namen, een van de Oostenrijkse Nederlanden. Glasblazerijen bestonden al eeuwen, doch de fabricage van kristal was enkel mogelijk in Engeland. Sinds de 17e eeuw was het procedé om kristal te fabriceren ontwikkeld en verfijnd in Engeland. In Namen bestond er een traditie van glasblazerijen. Zoude nam een glasblazerij over doch hij wou eigenlijk de Engelse techniek toepassen (1745). Hij leerde de productie van glas “à l’anglaise” of op Engelse wijze tijdens meerdere studiereizen in Engeland. Zelf deed hij ook onderzoek om met het juiste mengsel van silicium, kalium en minium kristallen voorwerpen te maken. Bij gebrek aan hout ontwikkelde hij een procedé met steenkool als verwarmingselement. Zijn techniek was zo ontwikkeld dat de rook van het vuur het glas niet verkleurde.
In 1753 verkreeg hij van Karel van Lotharingen, landvoogd der Oostenrijkse Nederlanden, de vergunning, om een kristalfabriek te bouwen. Deze fabriek stond naast de Porte de Gravière, een van de stadspoorten van Namen. De fabriek produceerde onder meer kristallen glazen maar ook meer gesofisticeerde vazen en kristallen luchters. Zoude was de eerste in de Nederlanden die kristal kon produceren, dus nog voor de cristallerie van Vonêche (1802) en voor koning Willem I de grote kristalfabriek Val-Saint-Lambert oprichtte in Luik (1826).
In de jaren 1770 liep de productie van Zoude eindelijk goed en kwamen de bestellingen binnen. Onder zijn klanten waren er hovelingen van de landvoogd.
Door de veelvuldige contacten met looddampen werd Zoude krankzinnig. Zijn vrouw, Marguerite Pétiaux, leidde het bedrijf, in afwachting dat haar zonen het overnamen. Zoude overleed, na jaren van internering, in 1779.

## Nadien
Na de dood van Zoude leidden nog drie generaties de kristalfabriek van Namen. Onder het Nederlandse bewind kreeg de fabriek de naam Société Louis Zoude et Cie (1818). In 1879 kocht het concurrerende Val-Saint-Lambert de fabriek van Zoude op. Musea in Vlaanderen bezitten kristallen voorwerpen van Sébastien Zoude.